# Nacionalismo canario

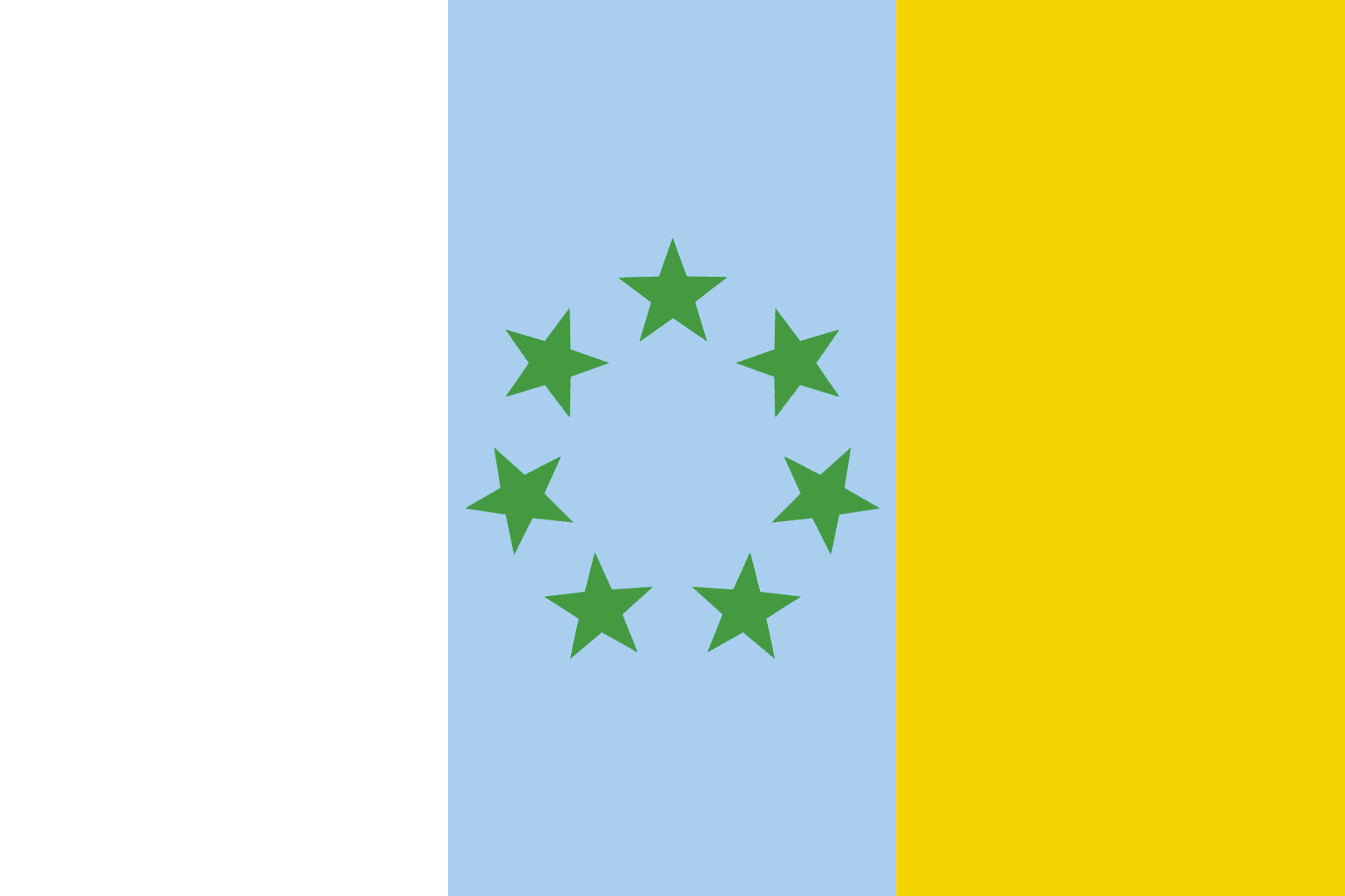
Bandera tricolor canaria o "bandera nacional canaria".

Mapa de Canarias, con la costa de África en la esquina inferior derecha.

El nacionalismo canario o canarismo político es una corriente de pensamiento político y cultural que pretende la consideración del archipiélago de Canarias como nación con base en su historia, su posición geográfica, su mercado propio y su cultura. No obstante, a lo largo de su historia el término ha sido usado por diversidad de movimientos políticos de un amplio espectro: desde movimientos abiertamente independentistas hasta otros movimientos más moderados partidarios del federalismo dentro de España, pasando por regionalistas o simplemente autonomistas.
Incluye, asimismo, a muchas tendencias políticas y sociales, siendo tradicionalmente las organizaciones de izquierda las más reivindicativas.

## Ideología
El nacionalismo canario tiene como base la reafirmación de los valores nacionales de Canarias, tanto desde el punto de vista histórico como a través de su representación en las instituciones políticas canarias y españolas. Dentro de amplio espectro se pueden ubicar las siguientes tendencias principales, no mutuamente excluyentes, en función de la relación que los nacionalistas canarios creen que debe tener Canarias con el resto de España. De menos independentistas a más son:
- Regionalismo. Denominación para aquellas formaciones que de forma genérica reconocen ciertas particularidades para Canarias.
- Autonomismo. Corriente que, considerando a Canarias como nación, aboga por el respeto a las competencias adquiridas por el Estatuto de Autonomía canario y las particularidades económicas y fiscales (como el Régimen Económico y Fiscal), así como la ampliación de las mismas. Destacan como principales partidos representantes de esta tendencia el sector mayoritario de Coalición Canaria.
- Federalismo. Esta denominación implica una posición respecto a la forma de organización que debería asumir el Estado Español. De esta manera, la nación canaria sería una parte federada a otras naciones en el marco español.
- Soberanismo. Algunas formaciones importantes de ámbito canario como Nueva Canarias se autodenominan como soberanistas, en un sentido político en referencia al autogobierno, pero también en una dimensión energética, alimentaria, económica, etc. El soberanismo se puede orientar hacia una dirección más autonomista o más auto-determinista e independentista.
- Auto-determinismo. Posición adoptada por algunos partidos políticos de ámbito canario que, sin posicionarse directamente por la independencia, reconoce la existencia de la nación canaria y del pueblo canario, así como su derecho a constituirse en estado independiente. Usualmente las organizaciones soberanistas trascienden las reivindicaciones dentro del marco del Estado e incluyen otras reivindicaciones como el reconocimiento de estado archipelágico y, por tanto, las doscientas millas náuticas de Zona Económica Exclusiva o del Estado Libre Asociado. Oficialmente auto determinista, sobresale la histórica Unión del Pueblo Canario, el Partido Comunista del Pueblo Canario o el recientemente constituido Proyecto Drago.[1]
- Independentismo. Considerando a Canarias abiertamente como una colonia o territorio no autónomo y opuesta al autonomismo, apuesta por la ruptura total con España. Esta corriente está representada históricamente por el MPAIAC y, en la actualidad, por organizaciones de izquierda como Tanekra o Ahora Canarias y el histórico Partido Nacionalista Canario.
- Amaziguismo o berberismo. Las organizaciones independentistas anticolonialistas articulan su discurso remitiendo al complejo simbólico prehispánico. Es un recurso recurrente visible incluso en los nombres de organizaciones. Es el caso de Azarug, Inekaren o Tanekra.[2]

Estas tendencias, sin embargo, poseen puntos en común, como el reconocimiento de Canarias como nación y la defensa de la identidad y la cultura canaria.

## Historia del nacionalismo canario

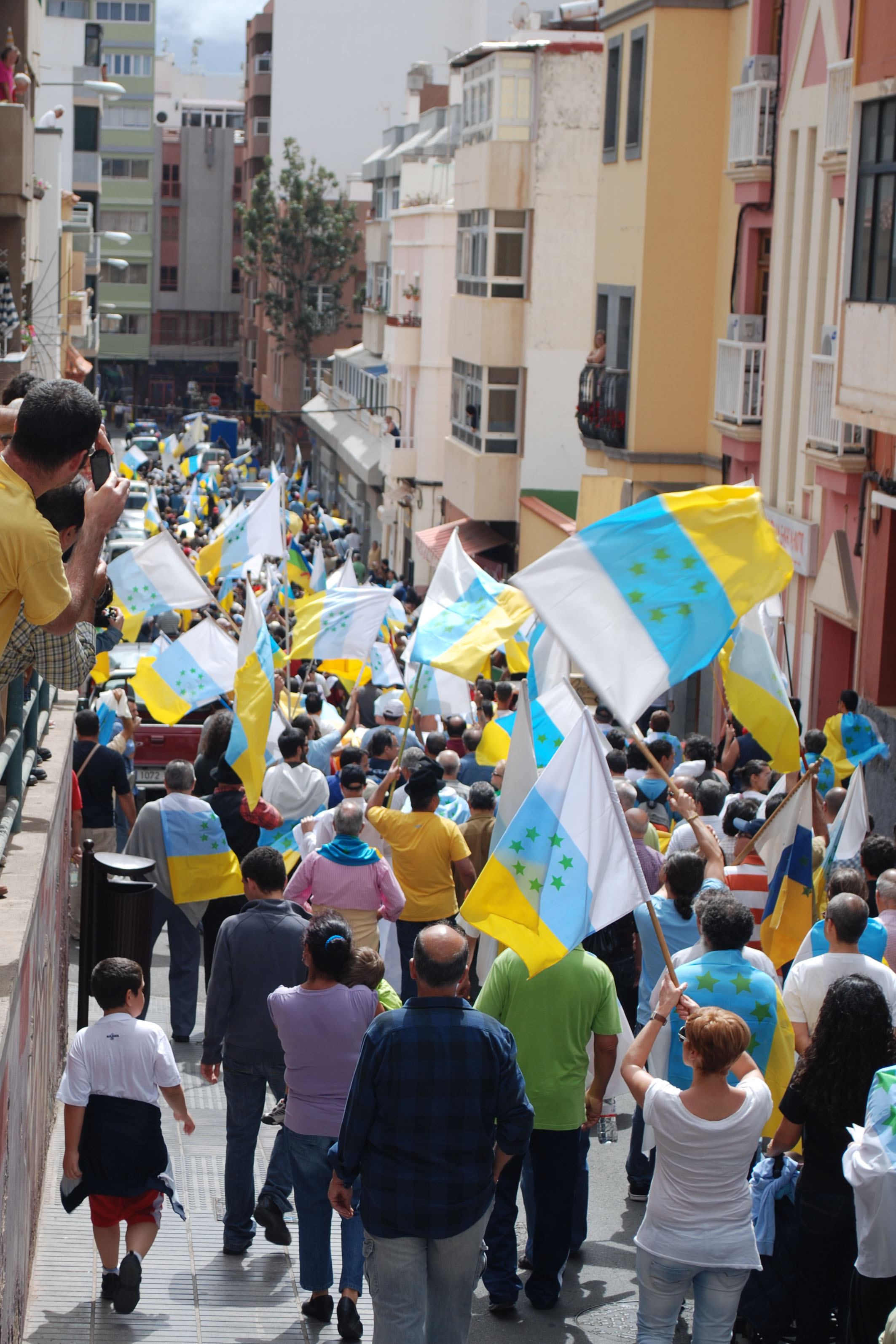
Manifestación realizada en Las Palmas de Gran Canaria el 6 de marzo de 2010, por la independencia de Canarias.

### Períodos de autogobierno
El 30 de mayo de 1481, hacia el final de la conquista de Gran Canaria, Tenesor Semidán, líder grancanario (posteriormente converso al cristianismo y bautizado como Fernando de Guanarteme) firmó la Carta de Calatayud junto a Fernando II de Aragón. Dicha carta establecía la creación de un "Reino de Canarias" que se integraría en el conjunto de reinos que luego darán forma a la actual España.

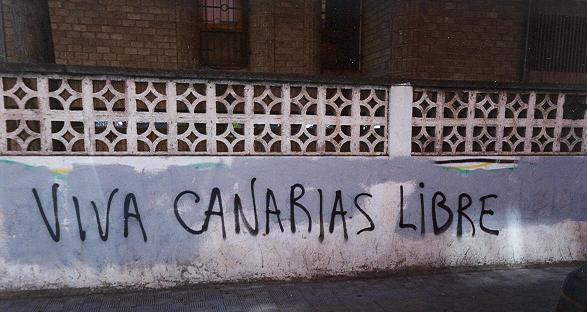
Grafiti nacionalista en la ciudad de San Cristóbal de La Laguna, en la isla de Tenerife.

La Carta establecía también los derechos y deberes de los canarios, algunos de sus puntos destacables eran:
- El reparto de tierras y otros medios de producción entre los canarios.[3][4][5][6]
- Mantenimiento de los "títulos nobiliarios" entre los canarios.[7][3]
- Existencia de una fiscalidad diferenciada.[3]
- Existencia de milicias canarias.[8]
- El derecho de plácet con respecto a las leyes de la Corona.[8]
- La acuñación de moneda propia hasta 1776.[8][5]
- La posibilidad de comerciar independientes del monopolio comercial español.[5][9]
- Mantenimiento de roles socialmente relevantes por parte de las mujeres canarias (como fue el caso de Inés Chemida) o en temas legales (como fue el caso de María de Güímar) o en temas de sucesión.[3]
- Mantenimiento de normas civiles magas como el derecho de separación de las mujeres.[7][10]
- Reclamación de los derechos por parte  de los canarios ante los tribunales.[3]
- Cobro de deudas de los canarios a los colonos como se puede ver en la herencia de Fernando Tacoronte.[3]

En principio sólo formaba parte del pacto la isla de Gran Canaria, pero las otras islas lo fueron aceptando según crecía el descontento con el régimen señorial establecido inmediatamente tras la conquista castellana.
La Carta y los posteriores tratados de integración creaban  unos  organismos, a distintos niveles, tales como los cabildos insulares, la Audiencia de Canarias o el Obispado.
La Carta fue pasada por alto por las autoridades centrales en no pocas ocasiones[cita requerida], lo que conllevó algunos levantamientos y actos de rebeldía:
- Levantamiento de Ichasagua en 1502.[3]
- Mantenimiento de poblados y asentamientos tradicionales canarios en contra de las pretensiones de los colonos.[3]
- El asalto del Cabildo de Tenerife y la quema del censo fiscal de Fernández de Lugo.[3]
- Levantamiento de Agüimes para evitar el robo de las tierras en explotación por y para los canarios por parte de colonos españoles.[5]
- El ajusticiamiento del Intendente Ceballos en 1720, en Santa Cruz de Tenerife.[8]
- Levantamiento en la Aldea en 1770 por las roturaciones de tierras.[8]
- Levantamientos en 1778 por la explotación de las tierra en Arico, Chasna y La Aldea.[8]

El vacío administrativo permitió, sin embargo, la esclavitud hasta bien entrado el siglo XVI (no obstante las prohibiciones que el Papa expidió en 1434 y 1462 y las que publicaron los Reyes Católicos en 1470, 1490 y 1499). Otro de los puntos negativos del pacto era el "impuesto de sangre", que obligaba a algunos canarios a repoblar las tierras conquistadas en América, lo cual a la larga crearía un vínculo con Sudamérica y que llevaría a la participación de canarios y descendientes de canarios en las guerras de independencia de esos territorios, sobre todo en Cuba. Dicho impuesto de sangre existió como contrapartida a la excepción canaria al monopolio de la Casa de la Contratación. En el marco de la política mercantilista de la Corona castellana, todo el comercio de Europa con las colonias americanas estaba monopolizado por la Casa de la Contratación y sujeto a un estricto control, a excepción de Canarias que podía comerciar libremente con América; ello convirtió al archipiélago en un enclave fundamental del comercio internacional y supuso además que la vinculación económica de Canarias con Inglaterra fuese más fuerte que con el resto de los territorios de la Corona. La excepcionalidad canaria, obviamente, contó con la oposición de la Casa de la Contratación, pero la burguesía y los sectores económicamente acomodados surgidos al calor del comercio supieron jugar con la apetencia de otras potencias por un territorio con una posición geoestratégica como Canarias, y el temor de la monarquía hispánica a perder el archipiélago a manos de una potencia extranjera.
Las garantías de autogobierno se fueron difuminando a lo largo del siglo XVIII y ya en el siglo XIX la burguesía de las islas de Gran Canaria y Tenerife se decantan mayoritariamente por participar de la política española.

La llamada "Bandera del Ateneo", primera bandera nacionalista canaria, creada en 1907.

### Inicios del nacionalismo canario organizado
Aunque haya habido manifestaciones soberanistas tales como levantamientos y motines prácticamente desde la conquista castellana, difícilmente podríamos clasificar dichas manifestaciones como nacionalistas. Es a finales del siglo XIX cuando los nacionalistas canarios empiezan a agruparse en organizaciones políticas más o menos importantes. En parte, compartiendo escenario político con el movimiento obrero, y vinculado con la diáspora canaria en países como Cuba o Venezuela. En ese escenario nacería en Tenerife, a principios del siglo XX, el Partido Popular Autonomista (PPA), vinculado a la Asociación Obrera Canaria.
Nicolás Estévanez, José Cabrera Díaz y, sobre todo, Secundino Delgado, sufren y denuncian la que consideran como "nueva realidad colonial", derivada del incumplimiento de los pactos y el fin de la coexistencia de canarios y naturales del resto de territorios de España.
Secundino Delgado da voz al movimiento con sus publicaciones (El Guanche o Vacaguaré, entre otras), en buena parte, ilegalizadas y/o publicadas en otros países. Por ello algunos le consideran el padre del nacionalismo canario. Secundino Delgado estuvo en un primer momento vinculado al independentismo cubano de corte anarquista, fundando posteriormente un periódico independentista canario en Caracas, la capital de Venezuela, denominado El Guanche. La escasa conciencia nacional existente en esos momentos en Canarias, unida al hecho de que el movimiento obrero canario se hallaba aún en periodo de formación (y con poca conciencia de clase), así como el temor a una invasión por parte del Reino Unido o Estados Unidos, llevó a que Secundino optara por opciones más pragmáticas, intentando aglutinar a independentistas, autonomistas y federalistas.
En 1924 tiene lugar en Cuba la fundación del Partido Nacionalista Canario. Uno de sus fundadores fue José Cabrera Díaz, antiguo líder de la Asociación Obrera Canaria. El primer PNC adoptó la bandera que se izó en 1907 en el Ateneo de Aguere durante las protestas contra los excesos estatales. Duró pocos años, aunque en 1982 fue refundado y actualmente forma parte de Coalición Canaria.
Durante la Segunda República española, el movimiento nacionalista pasó inadvertido (aunque se llegó a proponer un Estatuto de Autonomía que no cuajó a causa de la guerra civil española). Sin embargo, desde algunos sectores del Partido Comunista de España (PCE) llegó a defenderse la autodeterminación e incluso la independencia de Canarias, en parte por la asunción del principio leninista del derecho a la autodeterminación de los pueblos, aunque sin excluir tampoco un análisis de la realidad económica del archipiélago que llevará a autores como Guillermo Ascanio a calificar la situación de Canarias como "semicolonial". El Frente Único Revolucionario (FUR), formado en 1934 por el PCE y el PSOE, también incluyó en su programa "la liberación de Canarias de la opresión del imperialismo español y el derecho a la autodeterminación hasta su constitución en Estado independiente si tal fuese su voluntad".

Bandera adoptada por el Movimiento Canarias Libre tras su creación en 1959.

### Durante el franquismo
Durante la dictadura franquista toda oposición al régimen fue duramente reprimida, incluyendo al nacionalismo canario.
En este marco de represión, sin embargo, lograron organizarse grupos como Canarias Libre en 1959, fundado por conocidos activistas de izquierda como Fernando Sagaseta, que años más tarde sería diputado del Unión del Pueblo Canario (UPC) en el Congreso de los Diputados y uno de los fundadores del Partido Comunista de los Pueblos de España (PCPE). Muchos de los miembros de Canarias Libre son detenidos y encarcelados, y la organización es desarticulada. La mayoría de los militantes de Canarias Libre acabarían integrándose en el PCE.
En 1964 se funda en Argelia el Movimiento Por la Autodeterminación e Independencia del Archipiélago Canario (MPAIAC), con apoyo y financiación de su gobierno socialista. A este grupo se le atribuyen responsabilidades en la lucha armada de los Destacamentos Armados Canarios (DAC) y las Fuerzas Armadas Guanches (FAG), como contrapartida por la muerte a manos de la Policía española de dos terroristas del movimiento.
Uno de los líderes históricos del MPAIAC, el abogado Antonio Cubillo, que llegó a formar parte de Canarias Libre, se convertiría en una de las principales figuras del nacionalismo canario, aunque sería expulsado finalmente del MPAIAC para fundar el Congreso Nacional de Canarias (CNC). Se le supone creador de la bandera tricolor canaria con siete estrellas verdes que, hasta el día 26 de junio de 2018, era usada por militantes de todo el espectro nacionalista canario, e incluso no nacionalistas, como el Partido Comunista del Pueblo Canario (PCPC) o la sección canaria del PCE y de Izquierda Unida.
En 1968, dentro del contexto de la guerra fría árabe y el panarabismo, los países miembros de la Organización para la Unidad Africana (OUA) votaron a favor del derecho de autodeterminación para Canarias, por considerar que es una parte integrante de África y por tanto una colonia de España.

### Durante la Transición
El viraje eurocomunista que experimentó el PCE (amén de otros partidos comunistas europeos) a inicios de la década de 1970 supuso el descontento de algunos sectores marxistas-leninistas que terminarán organizándose en la Oposición de Izquierdas del PCE. La Oposición de Izquierdas, en la que participaron antiguos militantes de Canarias Libre, dio origen a varios partidos como el Partido de Unificación Comunista de Canarias (PUCC, soberanista), Células Comunistas (soberanista), o el Partido Comunista Canario (provisional) (independentista).
Las Células Comunistas y el PCC(p) se unifican en 1977 en una coalición denominada Pueblo Canario Unido, liderada por Fernando Sagaseta y Carlos Suárez. En esos momentos también comienzan a organizarse el Sindicato Obrero Canario (SOC) y la Confederación Canaria de Trabajadores (CCT).
De 1976 a 1979 el archipiélago y Madrid sufrieron los ataques ferrositas del MPAIAC, que además apoyó al asesino de Eufemiano Fuentes. Las bombas del MPAIAC ocasionaron importantes daños materiales y personales, incluido el fallecimiento de un artificiero en La Laguna, alteraron a la sociedad canaria en los primeros años de la Transición y tuvieron como objetivos, entre otros, la industria turística de las islas. Esta organización comienza a vivir una serie de conflictos internos derivados del descontento de las posiciones de Antonio Cubillo. El intento de asesinato a Antonio Cubillo por parte de los servicios secretos españoles en 1979, su parte de responsabilidad en el accidente de Los Rodeos de 1977 y los atentados con bomba restaron mucha fuerza a la organización. Las divisiones internas llevaron a que en ocasiones llegaran a existir incluso dos organizaciones denominadas MPAIAC. El hasta entonces brazo político del MPAIAC, el Partido de los Trabajadores Canarios (PTC), terminará por desvincularse del anterior.
En 1979, PCU, Células Comunistas, el PCC(p), el Partido Socialista de Canarias (PSC) y el PUCC forman Unión del Pueblo Canario (UPC). En ese año, UPC fue la tercera fuerza más votada en las islas y tuvo representación en el Congreso de los Diputados, siendo elegido diputado Fernando Sagaseta. La intención de UPC de intentar atraer a otras formaciones políticas más moderadas como la Confederación Autónoma Nacionalista Canaria (CANC) o Asamblea Canaria, los primeros cristianos de base y los segundos socialistas autogestionarios, supusieron el descontento de sectores como los "radicales de base de PCU". Estos conflictos supusieron la desintegración de UPC.

### Durante la democracia
Canarias cuenta con un Estatuto de autonomía desde 1982.
UPC se desintegró y dividió en numerosos grupos. El que mayor éxito electoral obtuvo fue Izquierda Nacionalista Canaria, procedente de la CANC y que se presentaría en coalición con Asamblea Canaria. Sin embargo, el apoyo electoral conseguido por los otros grupos resultantes de la disolución de UPC, como Unión de Nacionalistas de Izquierda (procedente del PUCC), o el Partido Comunista del Pueblo Canario (sección canaria del PCPE) fue muy escaso.
El PTC, los "radicales de base" del PCU y otros grupos minoritarios originarían el Frente Popular por la Independencia de Canarias (FREPIC-AWAÑAK). Antonio Cubillo, por su parte, fundaría a su regreso del exilio en Argelia en 1986 el Congreso Nacional de Canarias (CNC).
En 1991, Asamblea Canaria Nacionalista, Izquierda Unida Canaria (sección canaria de IU) y Unión de Nacionalistas de Izquierda forman ICAN.
En 1992 se funda la organización juvenil Azarug, que funciona de forma asamblearia y es abiertamente independentista. Abogan por una Canarias libre y socialista.
Desde 1993 hasta 2019 el Gobierno autonómico canario ha recaído en el partido Coalición Canaria (CC), coalición que aglutina diversas organizaciones como ICAN o Asamblea Majorera) y otras más próximas al centro-derecha, como la Agrupación Tinerfeña Independiente (ATI), y une a nacionalistas, regionalistas e insularistas. CC define a Canarias como nación en su ideario y ha aceptado el uso de la bandera de las siete estrellas verdes, además de mostrar su deseo de oficializarla. Aunque CC no defiende abiertamente la independencia de Canarias, en los Fines y Objetivos listados en sus estatutos CC aspira a que Canarias pueda relacionarse directamente con otros Estados, un objetivo de dudosa compatibilidad con el artículo 149. 1.3 de la Constitución Española, que confiere al Estado español la competencia exclusiva en materia de relaciones internacionales.

### En la actualidad

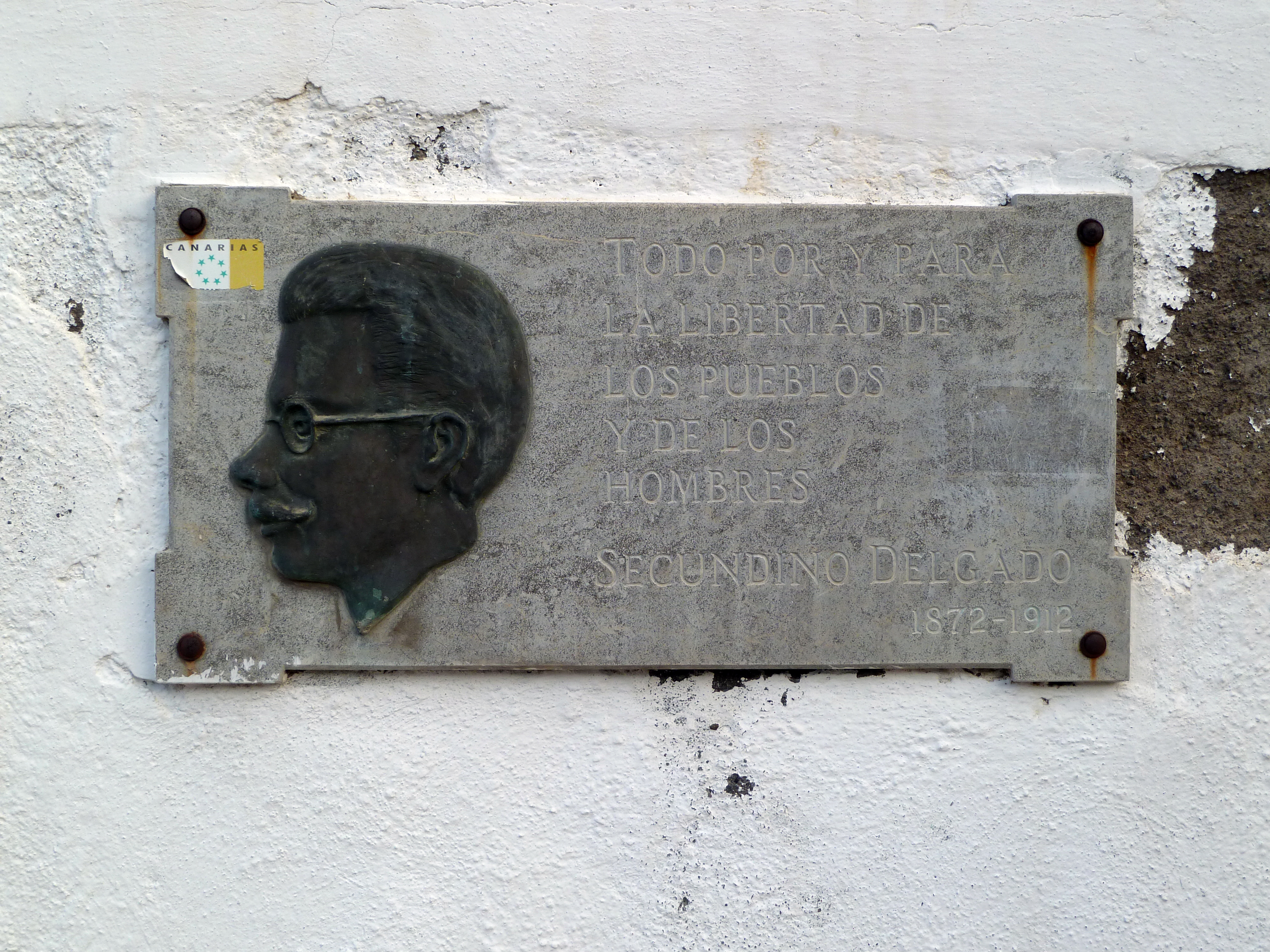
Lápida en memoria del prócer nacionalista Secundino Delgado, colocada en el cementerio de San Rafael y San Roque, en Santa Cruz de Tenerife.

Según el barómetro del Centro de Investigaciones Sociológicas del año 2012, el 24% de la población de las islas se siente más canaria que española, o únicamente canaria 12,1%, frente al 7% que se siente únicamente española. La opción más amplia es la de quienes se sienten tan españoles como canarios, con un 53,9%. Con estos datos Canarias registra uno de los niveles de identificación con la autonomía más altos de España, siendo la cuarta comunidad en este sentido, por detrás de Cataluña, el País Vasco y Galicia.
Actualmente existen gran cantidad de organizaciones y partidos políticos que se autodenominan nacionalistas y la mayoría acepta la bandera de las siete (u ocho) estrellas verdes, aunque sus reivindicaciones soberanistas son muy diferentes entre ellos.
Una lista de todos sería muy larga, pero, a modo de ejemplo, partidos que se consideran nacionalistas (no confundir con independentismo canario), son Coalición Canaria (CC), el Partido Nacionalista Canario (PNC), Nueva Canarias (NC), Alternativa Sí Se Puede (SSP),  Centro Canario (CCN), Drago Canarias (DRG), y otros más minoritarios y de tendencia tanto izquierdista como abiertamente independentista: Alternativa Popular Canaria (APC), Alternativa Nacionalista Canaria (ANC) o Unidad del Pueblo (UP) o Tanekra (TNK). 
También existen corrientes sindicales nacionalistas como el Frente Sindical Obrero Canario (FSOC), la Intersindical Canaria (IC), el Sindicato de Trabajadores de la Enseñanza de Canarias (STEC) y el Sindicato de Estudiantes Canario (SEC).
En 2007 el diario El Día, uno de los periódicos más leídos de Canarias, comenzó a abarcar en su contenido los principios soberanistas y en sus páginas hay cabida para opiniones y proyectos de nacionalistas canarios históricos. El fallecido Antonio Cubillo, histórico dirigente del nacionalismo canario, publicó en este rotativo un "Anteproyecto de Constitución de la República Federal Canaria", que generó debate en varios medios de las islas. Todos los partidos mayoritarios del archipiélago mostraron su rechazo a este proyecto.

## Partidos políticos y organizaciones nacionalistas canarias
| Partido político                       | Partidos vinculados | Fundación | Definición política                                                |
| -------------------------------------- | --- | --------- | ------------------------------------------------------------------ |
| Partido Nacionalista Canario           | | 1982      | Liberalismo, nacionalismo                                          |
| Partido Comunista del Pueblo Canario   | - Células Comunistas | 1984      | Marxismo-leninismo, independentismo                                |
| Partido de Independientes de Lanzarote | | 1989      | Insularismo, nacionalismo                                          |
| Centro Canario Nacionalista            | | 1992      | Liberalismo, nacionalismo                                          |
| Coalición Canaria                      | - Agrupaciones Independientes de Canarias - Iniciativa Canaria Nacionalista - Asamblea Majorera - Unión Centrista de Canarias - Unión Tinerfeña Independiente | 1993      | Centro derecha nacionalista, Liberalismo conservador, nacionalismo |
| Nueva Canarias-Bloque canarista        | | 2005      | Centro Izquierda nacionalista, Socialdemocracia, soberanismo       |
| Alternativa Sí Se Puede                | - Alternativa Popular Canaria - Acción Verde | 2007      | Ecosocialismo, soberanismo                                         |
| Ahora Canarias                         | - Alternativa Nacionalista Canaria - Unidad del Pueblo | 2019      | Socialismo, independentismo                                        |
| Tanekra                                | | 2021      | Socialismo, independentismo                                        |
| Drago Canarias                         | | 2022      | Soberanismo, confederalismo                                        |

## Símbolos

Bandera del Ateneo.
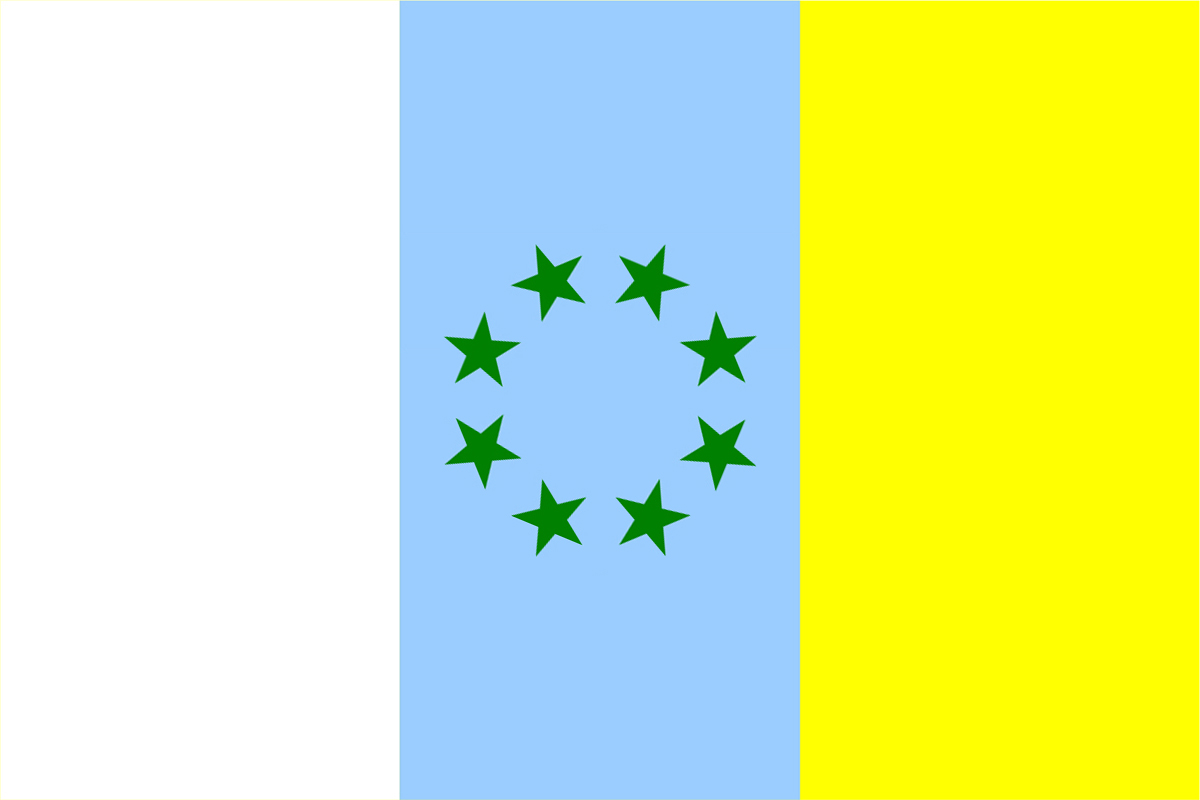
Bandera tricolor con ocho estrellas verdes.
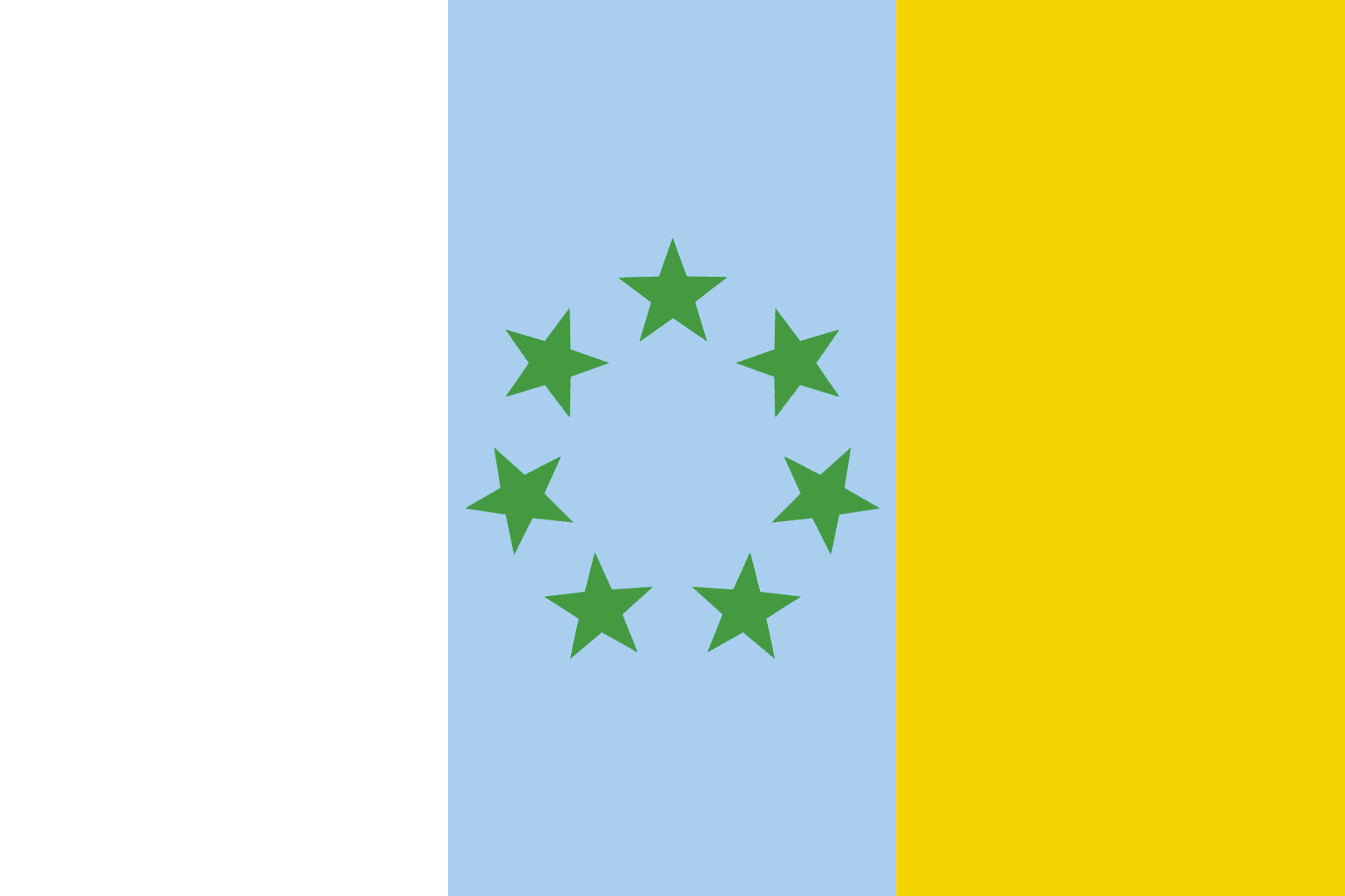
Bandera tricolor con siete estrellas verdes.